# Hygrocybe hygrocyboides
Hygrocybe hygrocyboides är en svampart som tillhör divisionen basidiesvampar, och som först beskrevs av Robert Kühner, och fick sitt nu gällande namn av Eef J.M. Arnolds. Hygrocybe hygrocyboides ingår i släktet Hygrocybe, och familjen Hygrophoraceae. Enligt den svenska rödlistan är arten otillräckligt studerad i Sverige. Arten förekommer i Övre Norrland. Artens livsmiljö är jordbrukslandskap.